# NGC 6758
NGC 6758 (PGC 62935) – galaktyka eliptyczna (E), znajdująca się w gwiazdozbiorze Lunety. Została odkryta 9 czerwca 1836 roku przez Johna Herschela.